# هارولد اندروز (بازیکن فوتبال، زاده ۱۸۹۷)
هارولد اندروز (انگلیسی: Harold Andrews; ۸ ژوئن ۱۸۹۷ – ۲۰ مهٔ ۱۹۸۴) بازیکن فوتبال اهل بریتانیا بود.
از باشگاه‌هایی که در آن بازی کرده‌است می‌توان به باشگاه فوتبال بث سیتی، باشگاه فوتبال لوتون تاون، باشگاه فوتبال تورکی یونایتد، باشگاه فوتبال بری، باشگاه فوتبال تانبریج ولز، باشگاه فوتبال چورلی، باشگاه فوتبال اکستر سیتی، باشگاه فوتبال مرثر تاون، و باشگاه فوتبال نلسون اشاره کرد.